# Stop! Dimentica
" Stop! Dimentica " (en español: "Stop! Olvídate") es una canción del cantante pop italiano Tiziano Ferro de su tercer álbum de estudio, Nessuno è solo (Nadie esta solo) para la edición en español del disco. Fue lanzado como sencillo principal del álbum en Italia como descarga digital el 26 de mayo de 2006. La canción fue escrita por Ferro y producida por Michele Canova .
Recibió críticas favorables de los críticos musicales, quienes destacaron que fue un éxito radial pegadizo. Comercialmente, la canción fue un éxito, encabezando las listas en Italia y Austria, mientras que alcanzó el top-ten en España y Suiza.
El vídeo musical de la canción fue grabado en Bulgaria y dirigido por Antti Jokinen . La modelo Victoria Dzhumparova colaboró en el vídeo.

## Lista de canciones
1. Stop! Dimentica
2. Stop! Dimentica (remezcla de una palabra de Kelly Osbourne)
3. Stop! Dimentica (Melodica Dimentica Remix)
4. Stop! Dimentica (Melodica Edit Remix)
5. Stop! Olvidar
6. Stop! Dimentica (versión acústica) - exclusiva para iTunes Store

## Listas
| Lista (2006)                          | Mejor posición |
| ------------------------------------- | -------------- |
| Austria (Ö3 Austria Top 40)           | 1              |
| Bélgica (Valonia) (Ultratop 50)       | 14             |
| CEI (Tophit)                          | 139            |
| Europe (European Hot 100)             | 69             |
| Alemania (Offizielle Deutsche Charts) | 50             |
| Italy (FIMI)                          | 1              |
| España (Top 100 Canciones)            | 10             |
| Suiza (Schweizer Hitparade)           | 3              |

### Listas de fin de año
| Lista (2006)                     | Posición |
| -------------------------------- | -------- |
| Austrian Singles Chart           | 7        |
| Belgian Singles Chart (Wallonia) | 51       |
| Italian Singles Chart            | 8        |
| Swiss Singles Chart              | 13       |